# Omer Vander Ghinste

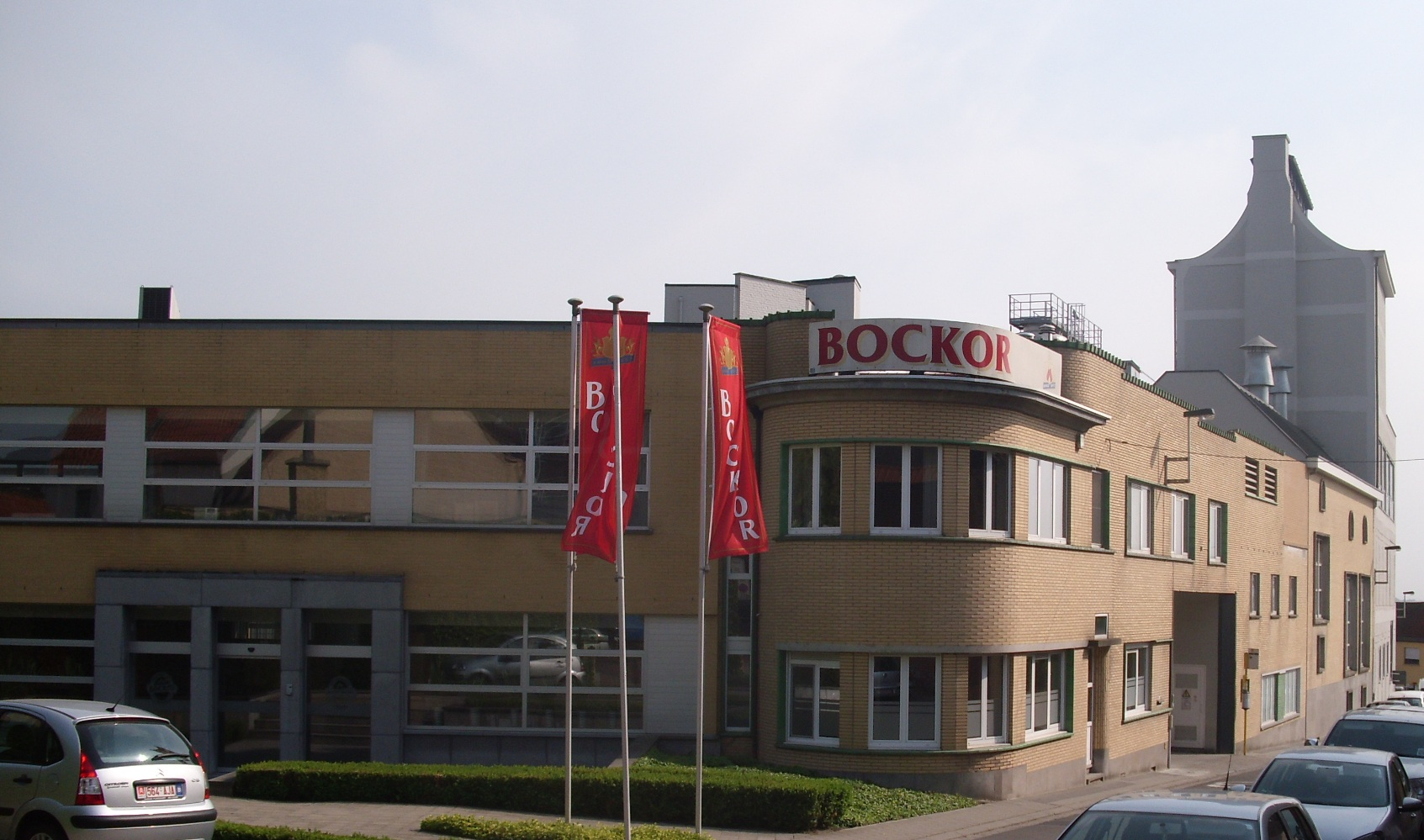
Brauerei Bockor (alter Name bis 2014)

Omer Vander Ghinste (bis Januar 2014: Bockor) ist eine belgische Bierbrauerei in Bellegem, einer Teilgemeinde der westflanderschen Stadt Kortrijk. Die Brauerei ist als Privatbrauerei Mitglied der Gesellschaft Belgian Family Brewers.

## Geschichte

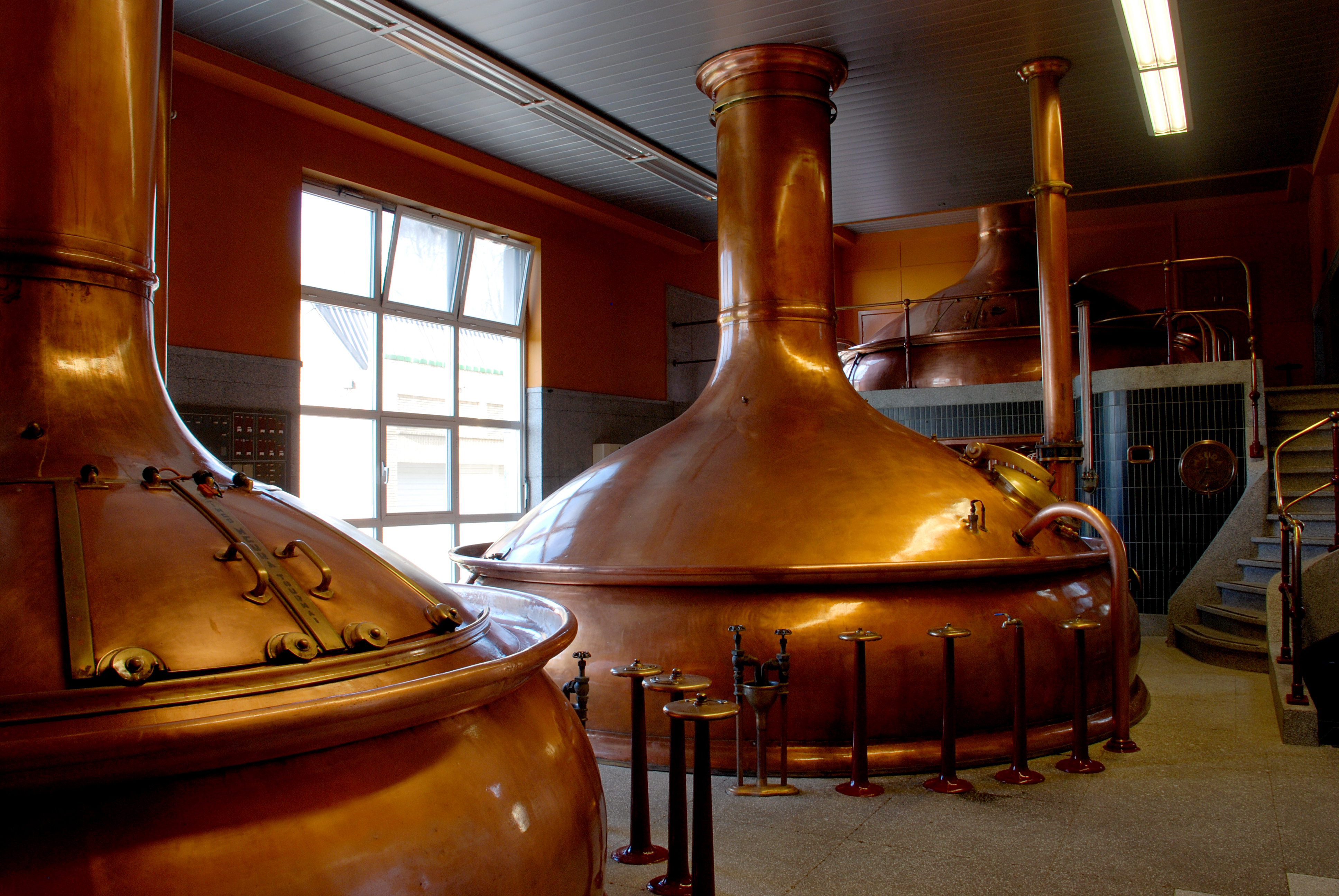
Historische Braukessel

Die Brauerei wurde im Jahr 1892 durch Remi Vander Ghinste gegründet. 1938 wurde Ghinste Pils in Bockor umbenannt. 1970 wurden die Lambic-Biere Gueuze Jacobins und 1983 das Kriek Jacobins auf den Markt gebracht. Es folgten 1986 das Jacobins Framboise und das Kriek Max im Jahr 2002. OMER wird seit dem Jahr 2009 gebraut; im gleichen Jahr brachte Omer Vander Ghinste auch das Rosé Max in den Handel.
Seit 2007 steht die Brouwerij Omer Vander Ghinste in fünfter Familiengeneration unter der Leitung von Omer-Jean Vander Ghinste, nach dem das OMER benannt wurde. Der Name OMER knüpft an die mehr als 120-jährige Familientradition der Brauerei an, nach der der älteste Sohn jeder Generation – genannt OMER – jeweils der Chef der Brauerei wurde und wird.
Die Jahresproduktion von Omer Vander Ghinste lag 2014 bei 85.000 Hektolitern Bier.

## Marken

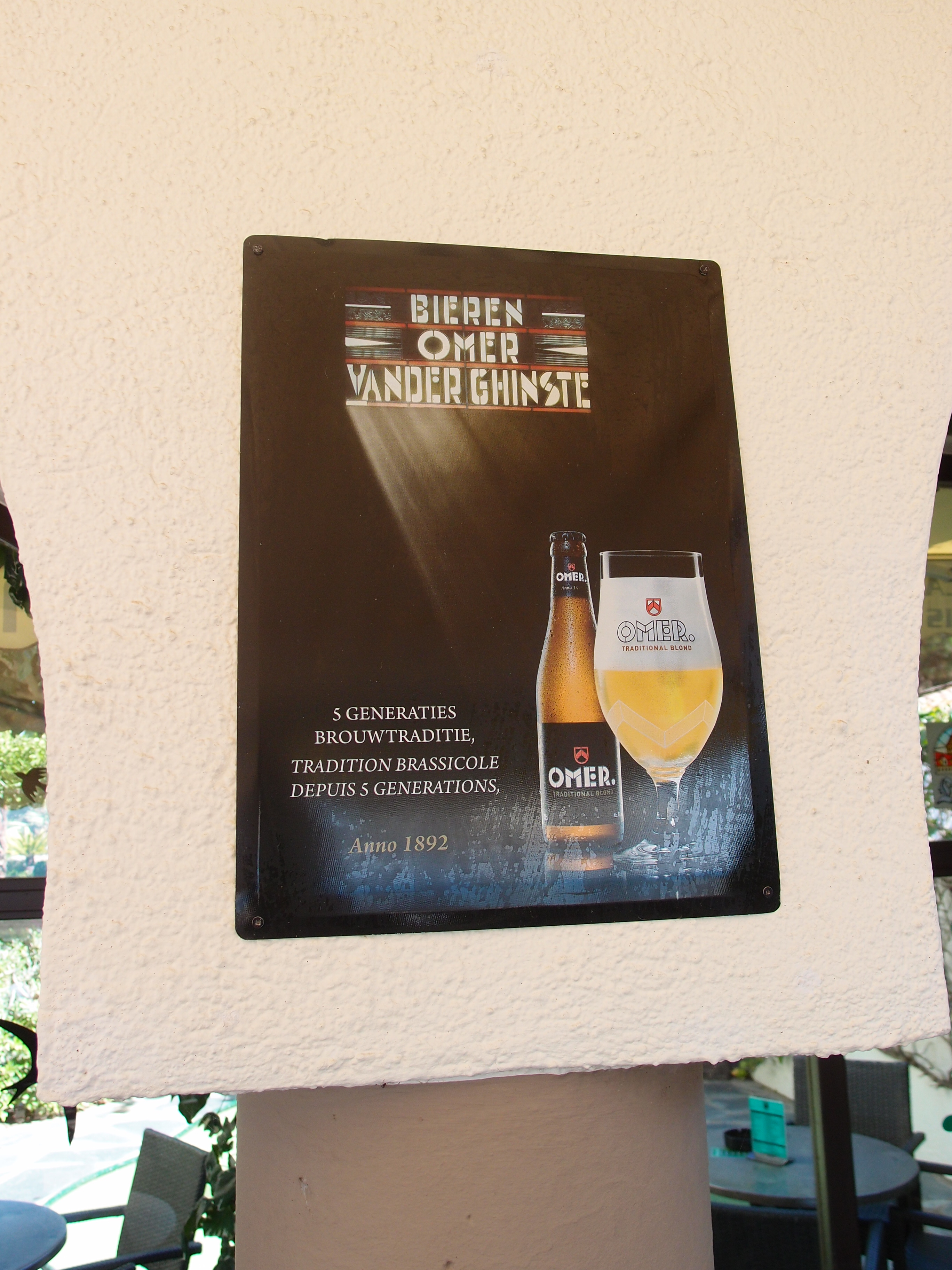
OMER Außenwerbung

Omer Vander Ghinste stellt heute die nachstehenden ober- und untergärigen sowie spontangärenden (Lambic) Biere her; mit dem VanderGhinste Oud Bruin bringt die Brauerei auch ein Bier in den Handel, das aus einer Mischung aus obergärigem und spontangärendem Bier entsteht.
- OMER (8,0 %)
- Bellegems Witbier (5 %)
- Bockor (5,2 %)
- BLAUW (5,2 %)
- Cuvée des Jacobins (5,5 %)
- Gueuze Jacobins (5,5 %)
- Kriek Jacobins (4,5 %)
- Kriek Max (3,5 %)
- Passion Max (3,2 %)
- Rosé Max (4,5 %)
- VanderGhinste Oud Bruin (5,5 %)
- Tripel LeFort (8,8 %)
- Le Fort (10,0 %)
- Brut Natur (7,0 %)

## Fotos

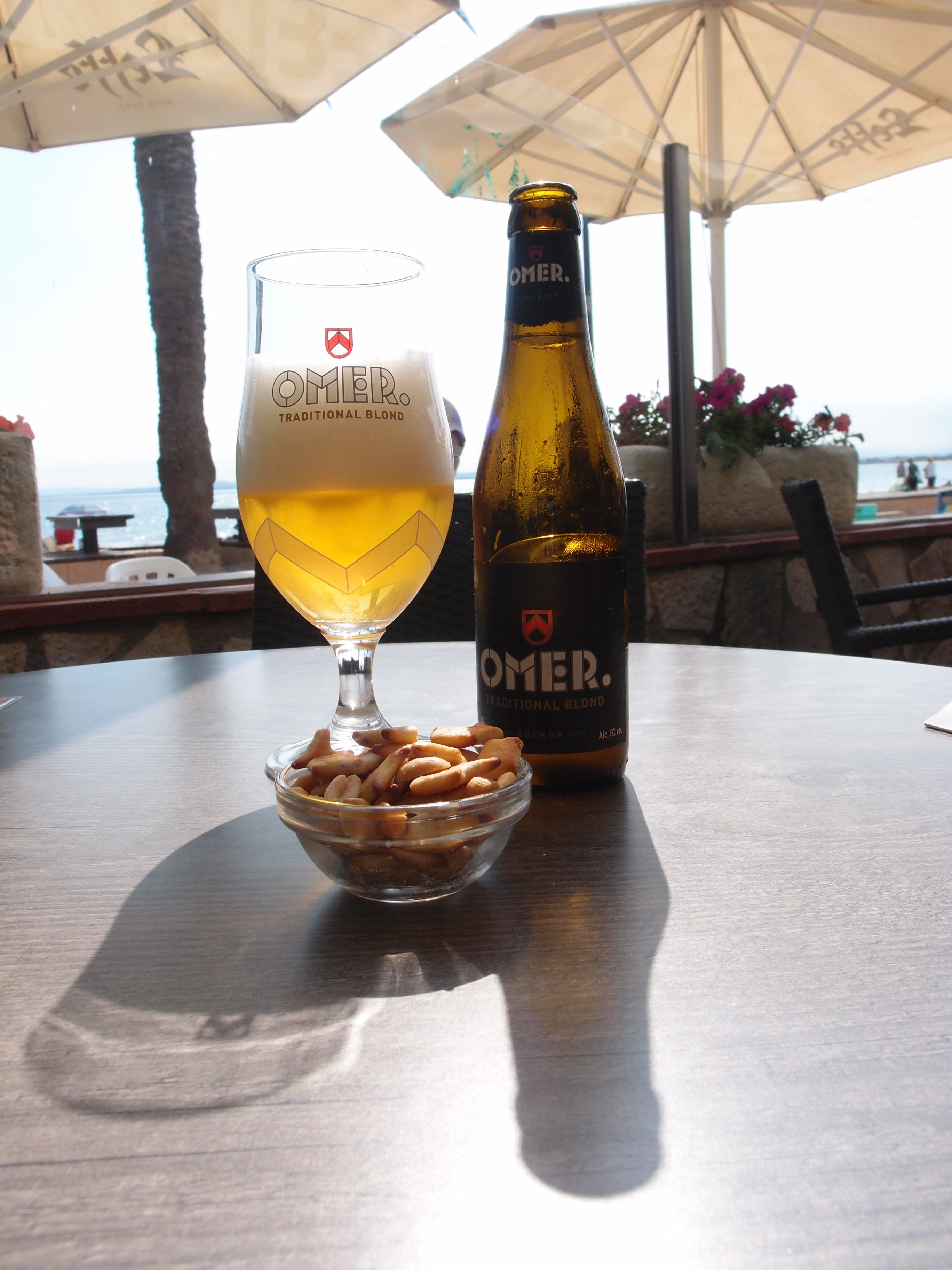
OMER
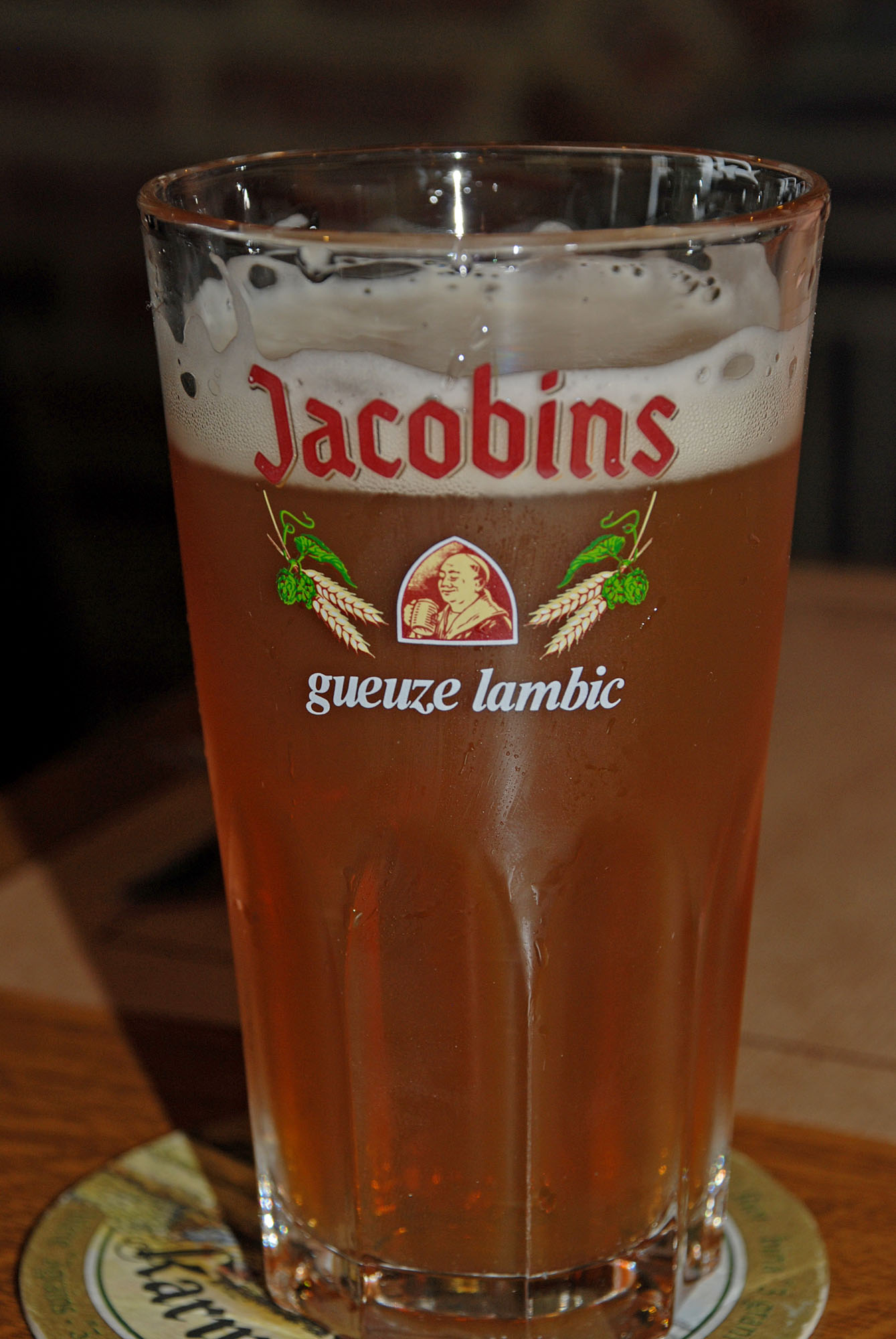
Gueuze Jacobins
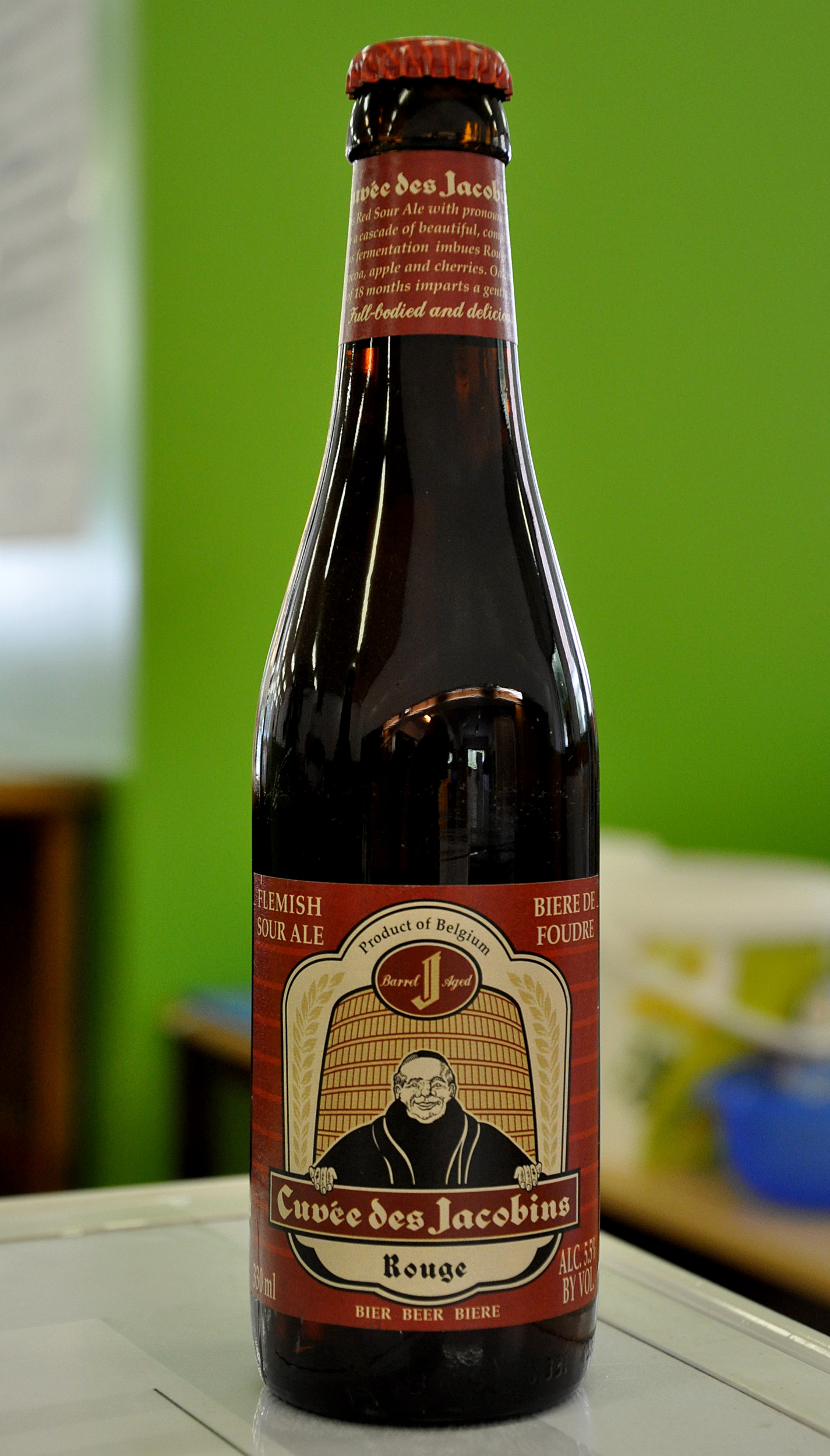
Cuvée des Jacobins
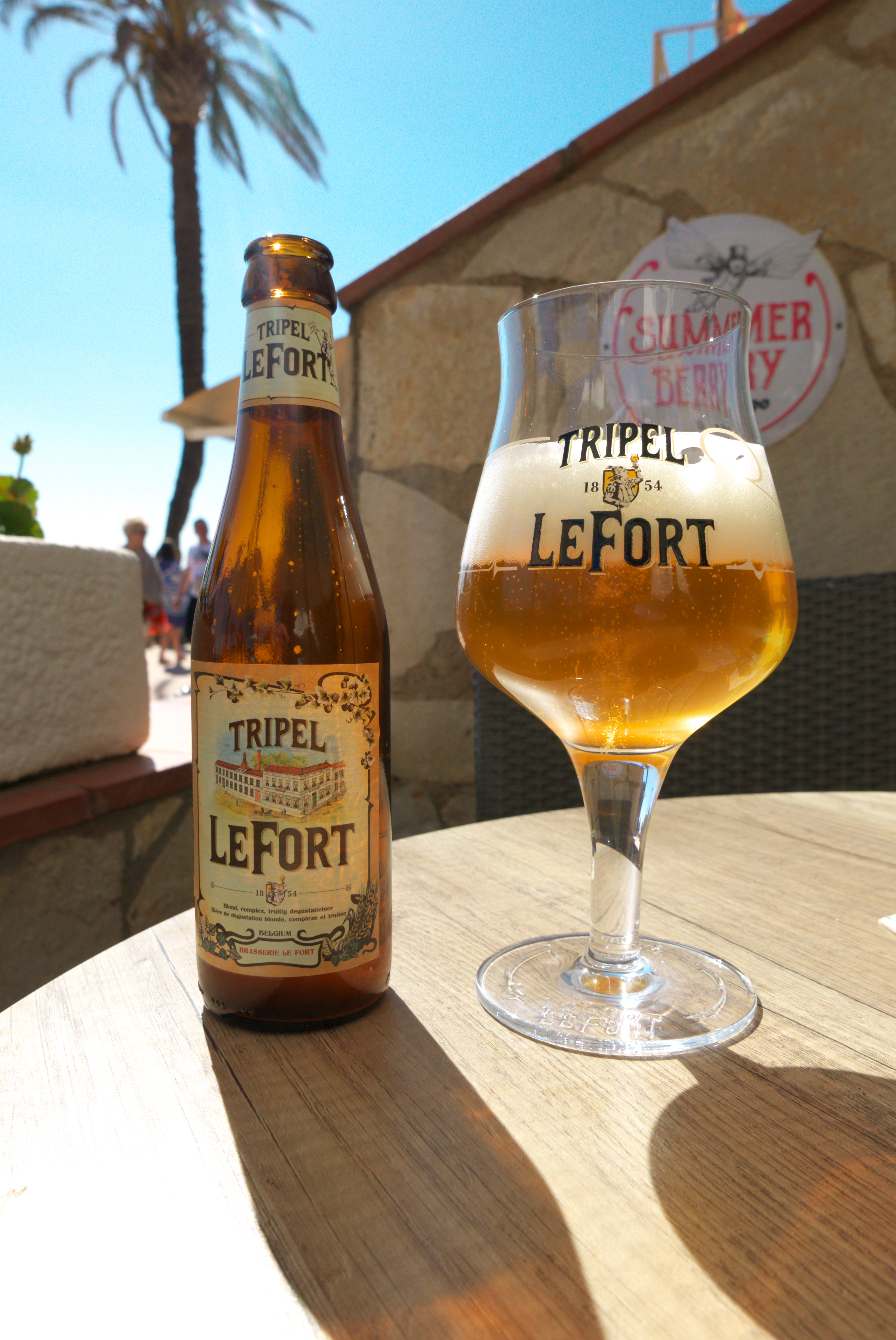
Tripel LeFort

## Auszeichnungen
OMER und VanderGhinste Oud Bruin der Brauerei Bockor haben wiederholt Gold- und Silbermedaillen bei den international renommierten Biermeisterschaften World Beer Cup und European Beer Star gewonnen.